# Привратники
«Привратники» (ивр. שומרי הסף‎, англ. The Gatekeepers; в израильских русскоязычных СМИ встречается также название «Хранители врат») — израильско-французско-германско-бельгийский документальный фильм режиссёра Дрора Море́, вышедший на экраны в 2012 году. В фильме пять бывших и действующий (на момент съёмок) начальник Общей службы безопасности Израиля (ШАБАК) рассказывают об истории своего ведомства в рамках арабо-израильского конфликта. Рассказы от первого лица чередуются с архивными документальными кадрами и компьютерной анимацией. Картина была в 2013 году номинирована на «Оскар» за лучший документальный полнометражный фильм и завоевала награды Берлинского кинофестиваля, Национального совета кинокритиков и Национального общества кинокритиков США, а также премию «Золотой трейлер».

## Создание и содержание фильма
По словам режиссёра фильма Дрора Море́, идею фильма подсказала ему оскароносная документальная лента Эррола Морриса «Туман войны». В фильме также цитируется книга Филиппа Уинслоу об израильско-палестинском конфликте «Наша победа — видеть ваши страдания»; это отражает основную мысль фильма о том, что конфликт между народами невозможно решить только силами спецслужб. Море, ранее получивший известность благодаря документальной ленте 2008 года «Шарон» о бывшем израильском премьер-министре, сумел снять новый фильм благодаря поддержке отставного адмирала, бывшего начальника Общей службы безопасности Израиля ШАБАК Ами Аялона.
Пять бывших начальников ШАБАК (Авраам Шалом, Яаков Пери, Карми Гилон, Ами Аялон и Ави Дихтер), а также действующий (на момент съёмок) глава этого ведомства Юваль Дискин, рассказывают перед камерой о деятельности своей службы после победы Израиля в Шестидневной войне. Интервью героев фильма смонтированы вместе с архивными документальными кадрами и компьютерной анимацией.
В фильме Дрора Море уделяется внимание известным эпизодам истории Израиля после Шестидневной войны и борьбы с террором («дело об автобусе № 300», расследование деятельности «Еврейского подполья», ликвидации Яхьи Аяша, шейха Ясина, Салаха Шхаде, неудачное покушение на верхушку «Хамаса» в 2003 году и непредотвращённое убийство Ицхака Рабина), а также высказываются общие мнения о перспективах как деятельности самой службы ШАБАК, так и палестино-израильского мирного диалога. Бывшие начальники спецслужбы откровенно рассказывают о пытках и других методах давления на находящихся под следствием, и Авраам Шалом подытоживает: «У террористов нет морали. Борясь с террором, о морали лучше забыть». В этом же ракурсе рассматриваются точечные ликвидации руководства палестинских террористических организаций: если это может предотвратить гибель граждан Израиля, такие акции оправданы. В то же время Яаков Пери пытается стать на место родных террористов, которых арестовывают у них на глазах, и признаётся, что слёзы матерей повергают в смятение даже тех, кто хорошо себе представляет, сколько крови на руках у арестовываемых. Пери, выражая не только свою позицию, но и точку зрения коллег, говорит: «когда вы уходите со службы в ШАБАКе, вы становитесь немного левым».
Высоко оценивая отдельные операции ШАБАК и признавая важность своего ведомства, генералы спецслужб не скрывают, что даже превращение Израиля в полицейское государство не сможет подвести черту в конфликте. По словам Ами Аялона, «в противостоянии террористам мы побеждаем в каждой битве, но при этом проигрываем войну в целом». Кроме того, ШАБАК, целью которого является борьба с террористическими структурами, оказывается бессилен как против одиноких, не состоящих в организациях «придурков с пушкой» (так характеризуется в фильме убийца Рабина Игаль Амир), так и против массовых народных выступлений, подобных Первой и Второй интифаде. Участники проекта осуждают политические игры, не позволяющие профессионалам делать свою работу наилучшим образом. Юваль Дискин говорит о том, что политики предпочитают черно-белое видение мира, позволяющее им принимать «бинарные» решения, но ситуация с израильским контролем над палестинскими территориями после 1967 года порождает бесконечное разнообразие полутонов. Дискин резко критикует «мессианскую» позицию премьер-министра Нетаньяху и настаивает, что пришло время для мирных переговоров с Ираном. Ави Дихтер подчёркивает, что война с террором должна вестись параллельно с установлением доверительных отношений между Израилем и палестинцами (критики газеты Le Monde Самюэль Блюменфельд и Жиль Пари проводят параллель с позициями двух последних директоров «Моссада», также негативно оценивавших позицию израильского правительства по этим двум вопросам).

## Сборы
За 19 недель показа в США «Привратники» собрали в прокате более 2,4 миллионов долларов. В британском прокате фильм собрал около 160 тысяч долларов. В Израиле за первые три недели показа в кинотеатрах (с 1 января 2013 года) ленту посмотрели 22 тысячи человек, что необычайно много для израильского документального фильма.

## Реакция
Западная критика положительно восприняла фильм Дрора Море. Помимо очевидной сенсационности материала, похвал удостоилась и кинематографическая сторона фильма. В газете USA Today лента названа «образцовой работой»; отмечается удачный монтаж, позволяющий при сохранении хронологической канвы интеллектуальной беседе плавно переходить в сцены кровавого насилия и обратно (впрочем, Питер Траверс из Rolling Stone считает, что без компьютерных симуляций «точечных ликвидаций» можно было и обойтись — одних голосов героев фильма достаточно, чтобы поддерживать зрителя в напряжении). Обозреватель Washington Post Энн Хорнадей особо отмечает, что при спорной, политически острой тематике фильму удаётся сохранить ясную и «неистеричную» интонацию, и пишет о ровной, строгой эстетике ленты, которую подчёркивают однотонные синие рубашки всех участников проекта, кроме Авраама Шалома. По словам Хорнадей, «Привратники» — захватывающий, открывающий глаза и вызывающий сильнейшее беспокойство фильм. Критик Entertainment Weekly Лиза Шварцбаум пишет, что каждая премия, присуждённая «Привратникам», полностью заслужена. На сайте IMDB фильм оценивается в 7,6 балла из десяти на основании примерно пяти тысяч отзывов. На сайте Internet Movie Database лента получила от зрителей 79-процентную поддержку со средней оценкой 3,9 из 5, а от критиков - 93-процентную поддержку со средним баллом 8,3 из 10.
При этом в самом Израиле реакция на «Привратников» была неоднозначной. Картина вошла в шестёрку основных претендентов на премию Израильской академии кино «Офир» в номинации «Лучший документальный фильм», а сделанный на её основе пятисерийный телевизионный фильм транслировался по Первому каналу израильского телевидения. Кинокритики Израиля с похвалой отозвались о фильме (обозреватель газеты «Гаарец» Ури Кляйн назвал его «одним из самых умных и зрелых документальных фильмов», снятых в Израиле в последнее время), но он также стал мишенью для резкой критики. В январе 2013 года премьер-министр Нетаньяху заявил, что не смотрел фильм и в дальнейшем тоже, «видимо, не найдет времени» его посмотреть. Заместитель главы правительства Моше Яалон заявил, что Море избирательно отредактировал интервью с главами ШАБАК и извратил смысл их высказываний, сделав их рупором «палестинского нарратива». На эти обвинения режиссёр ответил, что не прозвучало ни одной жалобы на извращение сказанного в интервью ни от одного из участников проекта, хотя за несколько месяцев проката у них было для этого множество возможностей: «Как раз наоборот, все они готовы отстаивать то, что сказали перед камерой, и Яалону придется с этим смириться». В феврале 2013 года министр культуры Лимор Ливнат, призвав деятелей искусства к «самоцензуре», подчеркнула, что не огорчена тем, что ни «Привратники», ни израильско-палестинский фильм «5 разбитых камер» не сумели завоевать «Оскар», и выразила мнение, что в последние годы в мире появляется слишком много фильмов, клевещущих на Израиль. Определённой критике фильм подвергся и со стороны левых израильских активистов: так, колумнист «Га-Арец» Алуф Бенн считает, что фильм снят слишком удобно для начальников ШАБАК, так как представляет их жертвами политиков и затушёвывает их собственные манипуляции с законом; Бенн также полагает, что палестинцы в картине представлены шаблонно.
После выхода расширенной телевизионной версии фильма бывший директор «Моссада» Дани Ятом также обвинил Ами Аялона в неверном изложении фактов, связанных с одним из самых спорных шагов первого правительства Нетаньяху — открытием тоннеля под Стеной плача, приведшим к массовым беспорядкам на территориях. Аялон утверждает, что, несмотря на должность директора ШАБАК, был практически отстранён от принятия решения по этому вопросу, тогда как Ятом вспоминает, что Аялон знал о подготовке открытия и дал перед ним заключение, согласно которому беспорядки маловероятны.

## Награды и номинации
- Премия Национального совета кинокритиков — в категории «пять лучших документальных фильмов» (2012)[23][24]
- Премия Национального общества кинокритиков США — в категории «лучший нехудожественный фильм» (2013)[24][25]
- «Золотой трейлер» — премия за лучший документальный трейлер на иностранном языке (2013)[24][26]
- Берлинский кинофестиваль — премия «Кинематограф за мир» «самому ценному документальному фильму года» (2013)[27]
- Международный фестиваль аудиовизуальных программ (FIPA) — специальное упоминание жюри в номинации «Репортаж»[24][28]
- «Оскар» — номинация на премию за лучший документальный полнометражный фильм (2013)[29]
- «Спутник» — номинация на премию за лучший документальный фильм (2012)[24][30]
- «Офир» — номинация на премию за лучший документальный фильм (2012)[19][24]
- Премия Гильдии продюсеров США — номинация на премию за лучший документальный фильм (2013)[24][31]
- Grimme-Preis — номинация на премию в категории «Информация» (2014)[24][32]